# 圣济利禄圣默多狄堂 (弗罗茨瓦夫)

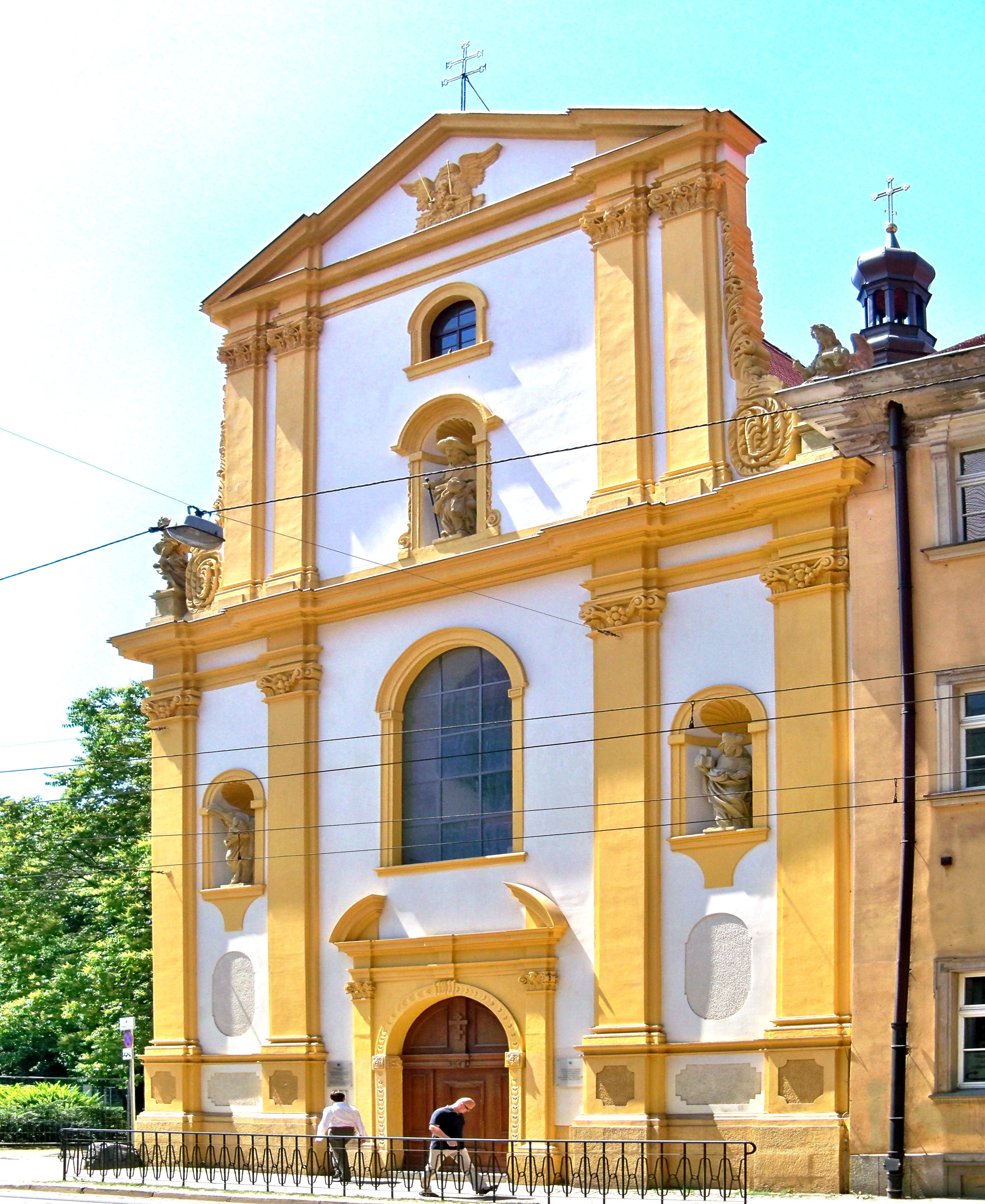
沙岛圣济利禄圣默多狄堂

圣济利禄圣默多狄堂（波兰语：Cerkiew Świętych Cyryla i Metodego；德语：Kirche St. Kyrill und Method），1945年以前名为圣亚纳堂（德语：St.-Anna-Kirche）是一座波兰正教会教堂，位于波兰弗罗茨瓦夫的沙岛。

## 历史
最初的圣亚纳堂建于1686年至1690年间，是为奥斯定会修女建造，巴洛克风格。在中世纪，这里有一座供奉圣若瑟的小堂。它在17世纪初被毁。
1810年世俗化后，该堂交给天主教神学院。1919年至1921年间，该堂服务于该城的波兰少数民族。后来，圣亚纳堂改属旧天主教会。
在第二次世界大战期间，这座教堂被用来存放弗罗茨瓦夫大学图书馆的50万本书。在布雷斯劳围城战期间，该堂遭到严重破坏，连同书籍一起被彻底烧毁。战后采取了一些小的安全措施。
1970年，这座建筑归该市的东正教社区所有。该教堂经过重建，于1976年开放，成为该市第一座东正教教堂。